# Friedrich Karl Vialon
Friedrich Karl Vialon (auch Friedrich-Karl Vialon; * 10. Juli 1905 in Frankfurt am Main; † 8. April 1990 in Bonn) war ein deutscher Jurist. Von 1937 bis 1945 und wieder von 1950 bis 1967 arbeitete er in verschiedenen deutschen Regierungsorganisationen, zuletzt als Staatssekretär im Bundesministerium für wirtschaftliche Zusammenarbeit. 1933 NSDAP-Mitglied geworden, war er unter anderem 1942 bis 1944 im Reichskommissariat Ostland mit der „Sicherung jüdischer Vermögenswerte“ betraut.

## Leben
Vialon, Sohn eines Kaufmanns, besuchte ein humanistisches Gymnasium und schloss seine Schullaufbahn 1924 mit dem Abitur ab. Anschließend studierte er Rechtswissenschaften und wurde mit der 1928 erschienenen Dissertation Die Legitimation durch nachfolgende Ehe: In rechtsvergl. Darst. m. bes. Berücks. d. dt., frz., engl. u. schweizer. Rechts zum Dr. jur. promoviert. Vialon schloss das Jurastudium 1930 mit dem zweiten juristischen Staatsexamen ab. Ab 1927 betätigte er sich im badischen Justizdienst als Gerichtsassessor an Amts- und Landgerichten sowie als Staatsanwalt. Von 1933 bis 1935 war er Regierungsrat beim Badischen Landesjustizministerium, ab 1935 war Vialon Landgerichtsrat am Oberlandesgericht Karlsruhe und dort bei der Abteilung Organisation und Personal als Sachbearbeiter tätig. Im Juni 1937 wechselte Vialon ins Reichsfinanzministerium, wo er hauptsächlich in der Abteilung Haushalt beschäftigt war.
Vialon war im Mai 1933 der NSDAP beigetreten und gehörte zudem der Nationalsozialistischen Volkswohlfahrt, dem Nationalsozialistischen Rechtswahrerbund, dem Reichsbund der Deutschen Beamten, dem Nationalsozialistischen Altherrenbund sowie dem Reichskolonialbund an.

## Zweiter Weltkrieg
Zu Beginn des Zweiten Weltkrieges wurde Vialon am 1. September 1939 zur Wehrmacht eingezogen und leistete Wehr- und Zivildienst im Inland und in besetzten Gebieten. Ab Juli 1940 bis Dezember 1940 war er wieder für das Reichsfinanzministerium als Beauftragter des Reichsfinanzministers in den westlichen „Wiederaufbaugebieten“ tätig und danach als Referent für verschiedene Länderhaushalte. Ab Anfang Mai 1942 war er als Regierungsrat in Riga Leiter der Finanzabteilung im Reichskommissariat Ostland. In dieser Funktion war Vialon mit der „Sicherung der jüdischen Vermögenswerte“ beauftragt. Vialon ließ Möbel, Edelmetalle, Kleidung und andere Wertgegenstände sammeln und registrieren und ordnete in einer Weisung vom 27. August 1942 an, dass auch die „Ausnutzung der Arbeitskraft der Juden“, […] „als angefallenes Vermögen gilt“. Vialon, der 1942 zum Regierungsdirektor und 1944 zum Ministerialrat befördert wurde, bekleidete diesen Posten bis Oktober 1944. Auf die am 21. Juni 1943 erlassene Weisung von Reichsführer SS Heinrich Himmler „alle im Gebiet Ostland noch in Gettos vorhandenen Juden in Konzentrationslagern zusammenzufassen“ verfasste Vialon eine Geheimverfügung:
„So wird z. B. ein kleiner Teil des bisherigen Rigaer Gettos voraussichtlich zu einem Konzentrationslager umgestaltet, in dem Werkstätten-Betriebe wehrwichtige Aufträge erledigen ... Die Leitung dieses zu errichtenden KZ soll nach meinem Wunsch vom Generalkommissar Riga übernommen werden ... Der finanzielle Ertrag soll, wie bisher, meinem Haushalt zufließen.“
Vialons Intervention blieb jedoch erfolglos. Im Februar 1944 führte er auf einer Konferenz in Riga aus, dass das Reichskommissariat Ostland nun hoch verschuldet sei:
„Aus dem Judenvermögen hat das Ostland durch Veräußerung von Mobiliar usw. einen Erlös von rund viereinhalb Millionen, aus der Verwertung der Judenarbeit einen Erlös von fünfeinhalb Millionen Mark gehabt. Dadurch, daß die Gettos nunmehr aufgelöst und von der SS beschlagnahmt sind, fällt natürlich auch ein wesentlicher Gewinn des Ostlands fort.“
Anschließend war Vialon wieder kurzzeitig für das Reichsfinanzministerium tätig. Im Januar 1945 wurde er erneut der Wehrmacht zugeteilt. Bei Kriegsende geriet er im Mai 1945 in amerikanische Kriegsgefangenschaft, aus der er bereits im Sommer 1945 entlassen wurde.

## Nach 1945
Nach seiner Entlassung aus der Kriegsgefangenschaft war Vialon als Wirtschafts- und Steuerberater tätig und leitete von 1949 bis 1950 einen mittelständischen Textilbetrieb. Im März 1950 trat Vialon in das Bundesfinanzministerium ein und leitete dort zunächst verschiedene Referate. 1951 wurde er zum Ministerialrat, 1954 zum Ministerialdirigenten und 1956 zum Ministerialdirektor (Haushalt) befördert. Im Oktober 1957 wurde er in den einstweiligen Ruhestand versetzt, nachdem Franz Etzel Bundesfinanzminister geworden war. 1958 erneut berufen, war Vialon bis 1962 Ministerialdirektor im Bundeskanzleramt, wo er die Abteilung II (u. a. Wirtschaft, Landwirtschaft, Soziales und Verkehr) leitete. 1962 wurde er Staatssekretär im Bundesministerium für wirtschaftliche Zusammenarbeit unter Minister Walter Scheel. Mit dem Amtsantritt von Minister Hans-Jürgen Wischnewski wurde Vialon 1966 wieder in den einstweiligen Ruhestand versetzt. Zusätzlich war Vialon ab 1959 Dozent (Lehrbeauftragter) sowie ab 1961 Honorarprofessor für Öffentliches Finanzrecht an der Universität Saarbrücken (Haushaltsrecht). Vialon verfasste neben zahlreichen Fachaufsätzen einige Bücher, unter anderem über Öffentliches Finanzwesen und einen Kommentar zum Haushaltsrecht. Er war Mitherausgeber der Fachzeitschrift Die öffentliche Verwaltung und begründete 1962 den Verwaltungsrat des ZDF mit, dem er bis 1964 angehörte.
In dem Prozess zu den nationalsozialistischen Gewaltverbrechen gegen den ehemaligen SS-Hauptsturmführer Georg Heuser wurde Vialon als Zeuge gehört. Vialon gab sich in diesem Verfahren ahnungslos über seine frühere Tätigkeit als Leiter der Finanzabteilung im Reichskommissariat Ostland, die allen Bundesregierungen, die ihn seit 1950 wieder als hohen Beamten beschäftigten und beförderten, bekannt war. Er stritt nun mit Verweis auf seine Tätigkeit als Haushaltsspezialist ab, je vor dem NS-Ende von den Massenverbrechen mit ihren mehreren hunderttausend Opfern im Reichskommissariat etwas mitbekommen zu haben. Auf die Frage, wo die jüdischen Vermögenswerte denn hergekommen seien, die er verwaltete, erklärte er u. a.: „Die Juden hatten ja viele Sachen im Koffer mit ins Getto gebracht.“ Er war auch für die Verwaltung der bei den Massenerschießungen anfallenden Textilien verantwortlich. Nachdem ihm ein von ihm unterschriebener "Nacktbefehl" zur Entkleidung der Erschießungsopfer vorgelegt worden war, für den er die Verantwortung ablehnte, wurde ein Verfahren wegen Meineids gegen ihn eingeleitet. Die Ermittlungen wurden durch Staatsanwälte der DDR unterstützt, die der westdeutschen Justiz belastendes Aktenmaterial zur Verfügung stellten. Eine Kurzvita zu Vialon ist auch im Braunbuch der DDR verzeichnet. Nach jahrelangen Ermittlungen wurde Vialon 1971 vom Oberlandesgericht Koblenz vom Vorwurf des Meineids freigesprochen. Auch die Staatsanwaltschaft Bonn ermittelte gegen Vialon, in diesem Fall wegen des Verdachts auf Beihilfe zum Mord – das Verfahren wurde 1973 eingestellt.

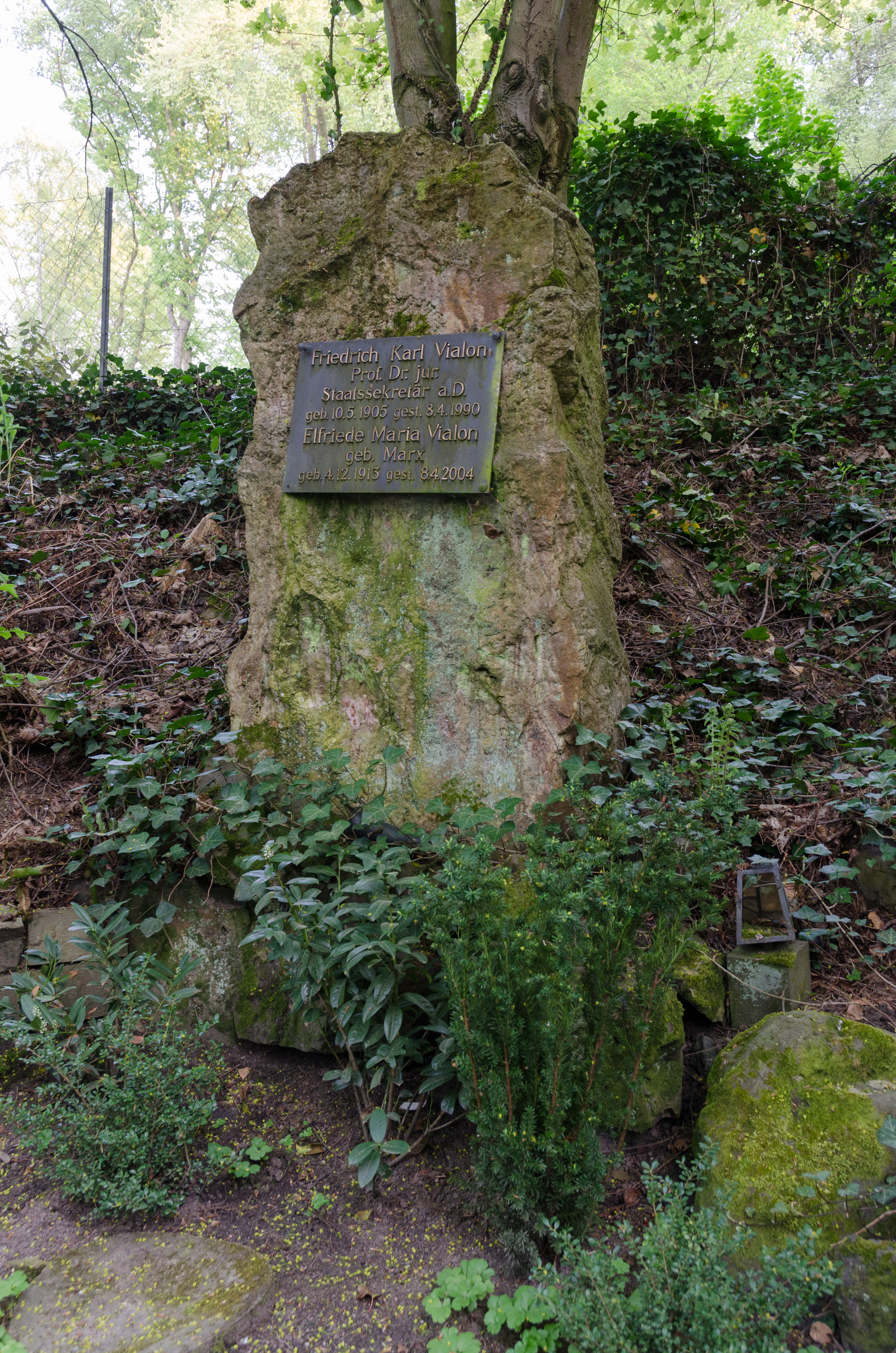
Grabstein auf dem Kessenicher Bergfriedhof

Vialon lebte seit 1950 in Bonn-Kessenich. Sein Grab befindet sich auf dem  Kessenicher Bergfriedhof.